# 滿洲國國務院
國務院是滿洲國的行政機關，也是滿洲國政的最高機關。國務院在體制上是國家元首溥儀的直屬組織，但實際上國務院卻是由日本關東軍主導，不少日本人在國務院中擔任各要職。

## 1932年（大同元年）組織

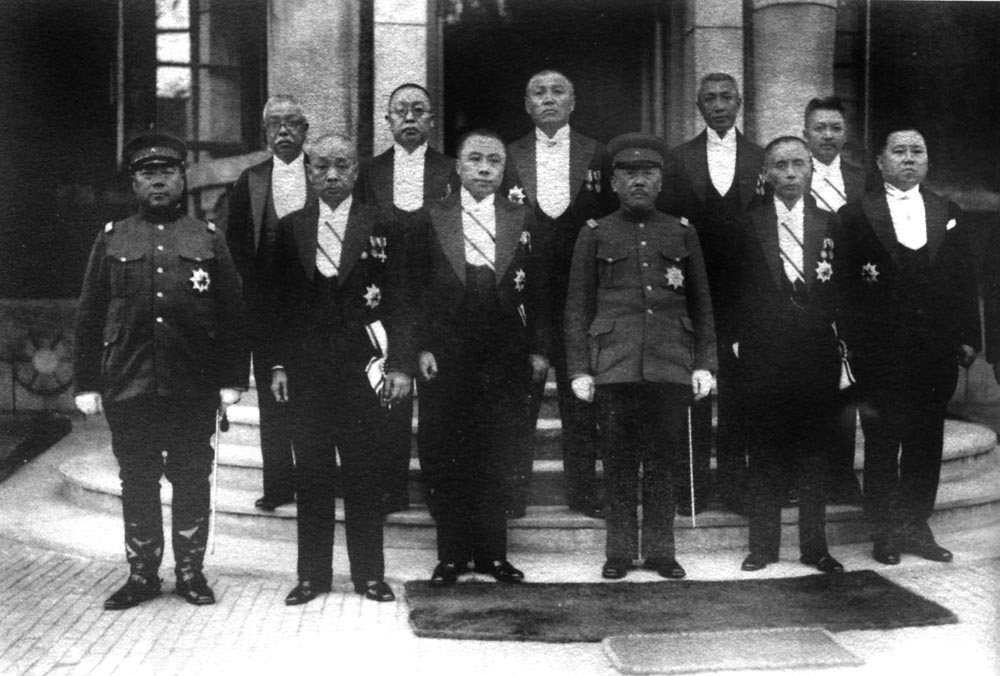
满洲国内阁

1932年滿洲國建國時，國務院以「國務總理」為首，以下各部組織長官則稱為「總長」。
滿洲國建國當初的國務院首屆內閣如下：
| 國務總理   | 鄭孝胥 |  |            |            |
| 民政部總長 | 臧式毅 |  | 民政部次長 | 葆康       |
| 文教部總長 | 鄭孝胥 |  | 文教部次長 | 許汝棻     |
| 外交部總長 | 謝介石 |  | 外交部次長 | 大橋忠一   |
| 軍政部總長 | 馬占山 |  | 軍政部次長 | 王静修     |
| 司法部總長 | 馮涵清 |  | 司法部次長 | 古田正武   |
| 財政部總長 | 熙洽   |  | 財政部次長 | 孫其昌     |
| 實業部總長 | 張燕卿 |  | 実業部次長 | 高橋康順   |
| 交通部總長 | 丁鑑修 |  | 交通部次長 | 平井出貞三 |

## 1934年（康德元年）組織

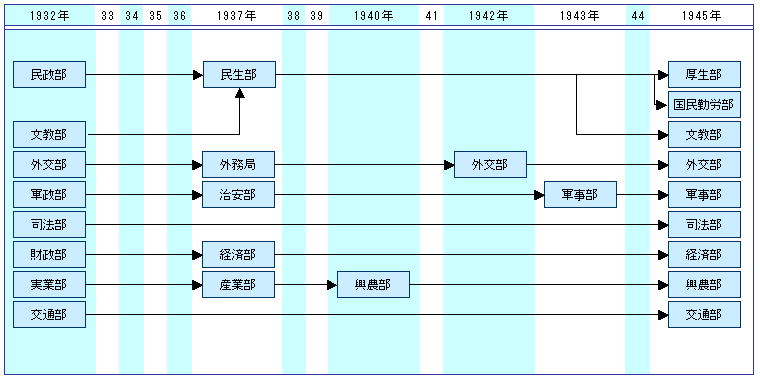
国務院各部的變遷

1934年溥儀即位皇帝，各役職名有稍做變更。
- 國務總理 → 國務總理大臣
- 總長 → 大臣

## 1945年（康德12年）組織
1945年日本無條件投降，滿洲國滅亡。
滿洲國解體時的國務院內閣如下：
| 國務總理大臣   | 張景惠 |  |                |          |
| 民生部大臣     | 金名世 |  | 民生部次長     | 関屋悌蔵 |
| 國民勤勞部大臣 | 于鏡濤 |  | 國民勤勞部次長 | 半田敏治 |
| 文教部大臣     | 盧元善 |  | 文教部次長     | 前野茂   |
| 外交部大臣     | 阮振鐸 |  | 外交部次長     | 下村信貞 |
| 軍事部大臣     | 邢士廉 |  | 軍事部次長     | 真井鶴吉 |
| 司法部大臣     | 閻傳絨 |  | 司法部次長     | 辻朔郎   |
| 經濟部大臣     | 于静遠 |  | 經濟部次長     | 青木實   |
| 興農部大臣     | 黄富俊 |  | 興農部次長     | 島崎庸一 |
| 交通部大臣     | 谷次亨 |  | 交通部次長     | 田倉八郎 |